# Нихат Ерим
Исмаил Нихат Ерим (на турски: İsmail Nihat Erim) е турски политик, бивш министър-председател на Република Турция.

## Биография
Роден е през 1912 г. в гр. Кандира, завършва гимназия в Галатасарай, Истанбул, владее перфектно френски език. През 1941 г. става професор по конституционно право.
След 1946 г. е министър и заместник министър-председател. През 50-те години издава политически вестник. През 60-те години отново е избран в турския парламент.
След военния преврат от 1971 г. е избран за министър-председател. Неговите 2 правителства траят едва 1 година: от 26 март 1971 до 17 април 1972 година.
До 1977 г. е член на Сената. Убит е в Истанбул от терористичната организация „Дев Сол“ през 1980 г.